# 윤호 (정후공)
윤호(尹虎, ? ~ 1393년)는 고려 말 조선 초의 문신이다. 본관은 파평(坡平), 자는 중문(仲文)이다. 파평군(坡平君) 윤해(尹侅)의 아들이다. 1373년, 공민왕과 내기 바둑을 뒀다가 져서 고시를 써 바쳤는데, 내용이 이러했다.

欺暗常不然 (기암상불연) : 어두운 곳을 속이는 일도 그렇지 못할 것인데

欺明當自戮 (기명당자륙) : 밝은 곳을 속이는 일은 마땅히 제손으로 죽어야 될 것이다.

難將一人手 (난장일인수) : 한 사람의 손으로서는

掩得天下目 (엄득천하목) : 천하의 눈을 가리기가 어렵겠구나.

공민왕은 이 시를 자신을 풍자하는 것이라고 여기고, 그를 소원하여 양광도 도순문사(都巡問使)로 보냈다. 군사 전략이 뛰어나 계림 부윤(鷄林府尹)으로서 왜구를 몇 번 격퇴하였다. 1392년 7월 17일 조선 개국에 참여하여 판삼사사(判三司事)에 제수되었고, 개국 2등공신에 책록되었다. 1393년 6월 24일, 명나라에 하성절사(賀聖節使)로 가게 되었는데, 병이 있음에도 불구하고 가던 중 금암역(金巖驛)에서 졸했다. 태조는 그를 문하 우시중(門下右侍中)에 증직하고, 정후(靖厚)란 시호를 내렸다.
슬하에 1남 2녀를 두었는데, 장녀는 중서사인(中書舍人) 방순(方恂)에게 시집갔고, 차녀는 합문지후(閤門祗候) 남재(南在)에게 시집갔다.

## 가족 관계
- 할아버지 : 윤암(尹諳)
- 아버지 : 윤해(尹侅)
- 부인 : 지선주사(知善州事) 이원후(李元厚)의 딸
  - 아들 : 보궁(寶弓)
  - 장녀 사위 : 방순(方恂)
  - 차녀 사위 : 남재(南在)